# Glaphyra frivola
Glaphyra frivola là một loài bọ cánh cứng trong họ Cerambycidae.